# Digonogastra brevicunea
Digonogastra brevicunea är en stekelart som först beskrevs av Günther Enderlein 1920.  Digonogastra brevicunea ingår i släktet Digonogastra och familjen bracksteklar. Inga underarter finns listade i Catalogue of Life.